# Maevia quadrilineata
Maevia quadrilineata är en spindelart som beskrevs av Johan Coenraad van Hasselt 1882. Maevia quadrilineata ingår i släktet Maevia och familjen hoppspindlar. Inga underarter finns listade i Catalogue of Life.